# Jan Davis (Astronautin)
Nancy Jan Davis (* 1. November 1953 in Cocoa Beach, Florida) ist eine ehemalige US-amerikanische Astronautin. Ihr Geburtsname ist Nancy Jan Smotherman, sie nahm später den Namen ihres Stiefvaters (Davis) an.

## Ausbildung
Davis erwarb 1975 einen Bachelor in angewandter Biologie am Georgia Institute of Technology und 1977 einen Bachelor in Maschinenbau an der Auburn University. 1983 erhielt sie einen Master in Maschinenbau und einen Doktorgrad in Maschinenbau jeweils von der University of Alabama in Huntsville.
1977 kam Jan Davis als Ingenieurin zu Texaco. 1979 wechselte sie als Luft- und Raumfahrtingenieurin zum Marshall Space Flight Center der NASA. Dort arbeitete sie an der Entwicklung des Hubble- und des Chandra-Weltraumteleskops. 1987 war sie Chefingenieurin für die Neuentwicklung der verstärkten Anschlussringe der Space-Shuttle-Feststoffraketen zur Befestigung am Außentank.

## Astronautentätigkeit
Nach einer vergeblichen Bewerbung für die zehnte Astronautengruppe der NASA wurde Davis im Juni 1987 mit der zwölften Gruppe ausgewählt. Sie arbeitete als Verbindungssprecherin (CAPCOM) für sieben Shuttle-Flüge. Im Astronautenbüro arbeitete sie in der Abteilung für den Space-Shuttle-Roboterarm und später war sie für die Nutzlasten der Shuttle- und ISS-Missionen zuständig. Nach ihrer letzten Mission STS-85 wurde sie Leiterin des Programms Human Exploration and Development of Space (HEDS) im NASA-Hauptquartier. Ab 1999 wurde sie erst stellvertretende Direktorin und später Direktorin des Flight Projects Directorate am Marshall Space Flight Center in Huntsville. Sie war Direktorin der Safety and Mission Assurance am Marshall Space Flight Center.

### STS-47
Am 12. September 1992 startete Davis als Missionsspezialistin mit der Raumfähre Endeavour zur zehnten Spacelab-Mission. An Bord wurden 43 Experimente verschiedener Art durchgeführt, zum Beispiel wurde getestet, ob Hornissen die Fähigkeit hätten, unter Schwerelosigkeit Waben zu bauen. Das Ergebnis war negativ. Auch im medizinischen Bereich wurden Experimente betrieben. Erstmals flog ein Ehepaar gemeinsam in den Weltraum, denn zu dem Zeitpunkt waren Mark C. Lee und Jan Davis verheiratet.

### STS-60
Am 3. Februar 1994 startete Davis als Missionsspezialistin mit der Raumfähre Discovery ins All. Eine Besonderheit dieses Fluges war, dass mit Sergei Krikaljow zum ersten Mal ein russischer Raumfahrer mit einem amerikanischen Raumschiff flog. Die Wake Shield Facility und das Spacehab-Modul waren die Hauptnutzlasten an Bord.

### STS-85

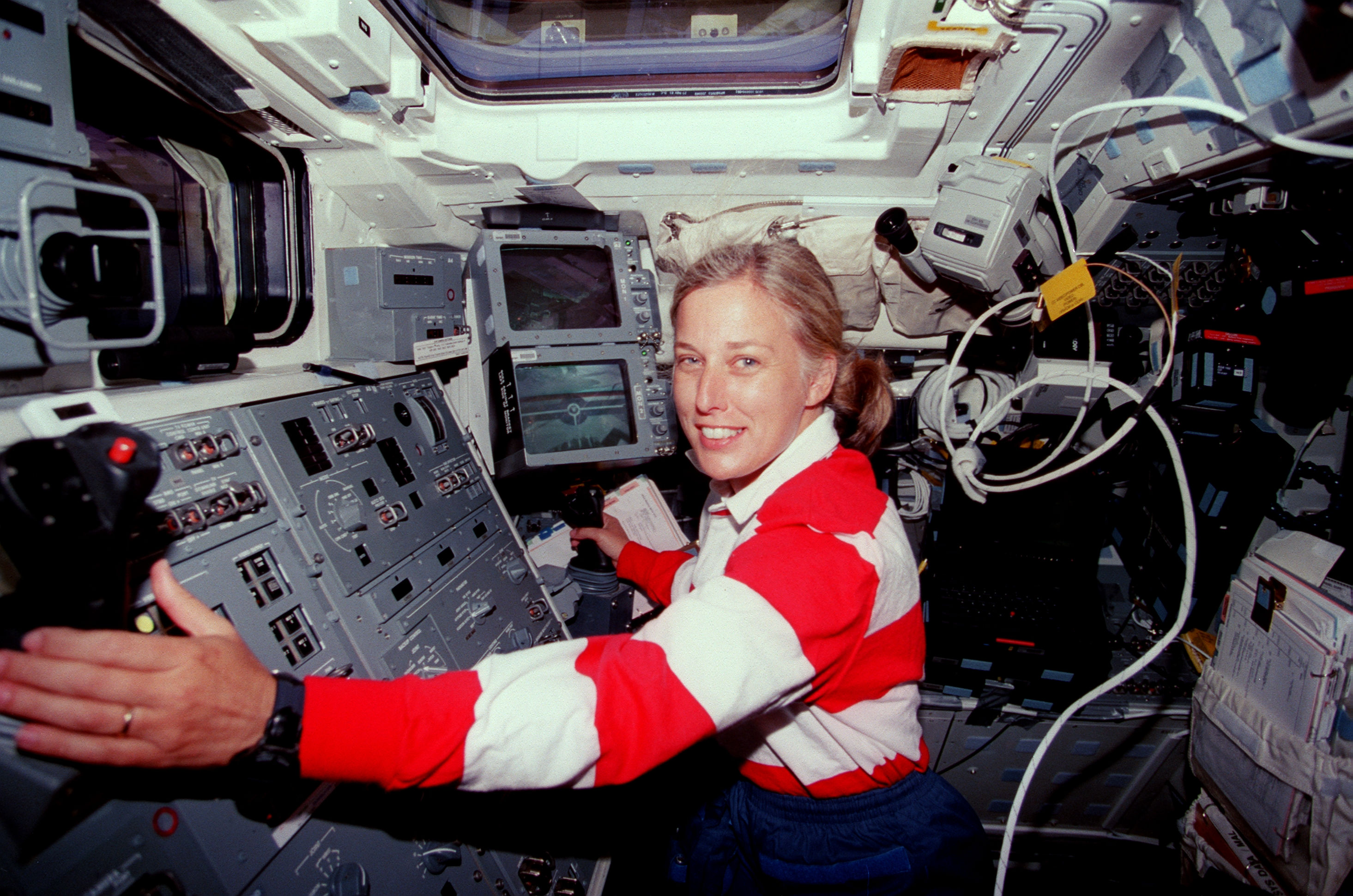
Jan Davis überwacht das CRISTA-SPAS-2-Experiment

Am 7. August 1997 startete Davis als Missionsspezialistin mit der Raumfähre Discovery in den Weltraum. Während des zwölftägigen Fluges wurde die deutsche Forschungsplattform CRISTA-SPAS zur Untersuchung der oberen Atmosphäre für über eine Woche freigesetzt. Zudem wurde der japanische Roboterarm MFD (Manipulator Flight Demonstration) von den Astronauten getestet.

## Nach der NASA
Nach ihrem Ausscheiden aus der NASA im Oktober 2005 arbeitet sie bei Jacobs Sverdrup Engineering, Science, and Technical Services.

## Privates
Davis ist in dritter Ehe verheiratet und hat zwei Kinder. Ihr zweiter Ehemann war der NASA-Astronaut Mark Lee.